# 特命戰隊Go Busters THE MOVIE 保護東京Enetower!
《特命戰隊Go Busters THE MOVIE 保護東京Enetower!》（日文：特命戦隊ゴーバスターズTHE MOVIE 東京エネタワーを守れ!）是2012年8月4日 東映公開預定上映的《超級戰隊系列》的《特命戰隊Go Busters》劇場版作品。
與《假面騎士系列》的《假面騎士Fourze》劇場版《假面騎士Fourze THE MOVIE 大家的宇宙來了!》同時上映。

## 概要
- 日本人氣歌手辻希美也將在本作劇場版中，現聲擔任配音
- 同時本作劇場版，是在東京鐵塔的全力協助下完成拍攝。
- 本作為首部沒有原創敵方角色登場的《超級戰隊系列》劇場版作品。

## 故事概要
Go Busters在被稱作是『東京Enetower』的Enetower旅行時，巧遇宿敵・Vaglass的Enter製造出來的新Metaloids並且進行了戰鬥，為了保護『東京Enetower』，Busters展開了新的戰鬥。

## 登場人物

### 《特命戰隊Go Busters》
櫻田 弘（桜田 ヒロム） / Red Buster（レッドバスター）
特命部的ID為555・913・315。有話就直說，經常是一針見血，也因為這樣有時會被Nick責罵。在疫苗程式的影響下獲得了瞬間加速能力。
岩崎龍次（岩崎 リュウジ） / Blue Buster（ブルーバスター）
特命部的ID為222・458・804。在疫苗程式的影響下獲得了臂力強化能力。
宇佐見陽子（宇佐見 ヨーコ） / Yellow Buster（イエローバスター）
特命部的ID為777・117・464。很討厭念書，特別是完全不懂英文。在疫苗程式的影響下獲得了腿力強化能力。
陣雅人（陣 マサト） / Beet Buster（ビートバスター）
特命部的ID為198・662・125。是個天才，但性格輕率。

### Buddyroid
豹田・Nick（チダ・ニック）
弘的Buddyroid，雖然有最先進的導航卻是個路癡，像是弘的大哥一樣。
猩崎・Banana（ゴリサキ・バナナ）
龍次的Buddyroid，容易情緒低落，極度愛操心，總是擔心著龍次。
兔田・Lettuce（ウサダ・レタス）
陽子的Buddyroid，頑固任性，講話句句帶刺，平時兼任陽子的老師。
Beet・J・Stag（ビート・J・スタッグ）/ Stag Buster（スタッグバスター）
雅人的Buddyroid，由雅人製作，是唯一一台能變身成Go Busters的Buddyroid。
Ene-Tan（エネたん）
劇場版的原創角色。青蛙型的小型Buddyroid。
FS-0O的駕駛導航，雖然是Go Busters的支援但是很討厭對方在自己毫無準備時接觸它。

### 司令室
黑木 猛（黒木 タケシ）
能量管理局特命部的司令官。
仲村美穗（仲村 ミホ）
能量管理局特命部的美女操作員。
森下徹（森下 トオル）
能量管理局特命部的帥哥操作員。

### Vaglass
Enter
Vaglass中唯一的幹部，以人類的身姿進行間諜活動的怪人，可以隨意變換造型。

## 設定・用語
東京Enetower

## 戰力
- FS-0O Frog／ 【基本資料】

| 機體長度                       | 機體寬度 | 機體高度                       | 機體重量 | 機體航速 | 機組力量輸出 |
| ------------------------------ | -------- | ------------------------------ | -------- | -------- | ------------ |
| 28.7m (Vehicle) 25.7m (Animal) | 29m      | 27.6m (Vehicle) 23.5m (Animal) | 800t     | ?        | ?            |

於本作中出場的Buster Machine，亦於本篇Mission 44及《特命戰隊Go Busters VS 海賊戰隊豪快者 THE MOVIE》再度登場。
是以前由雅人所開發的初期型Buster Machine。
Buster Vehicle時為一台潛水艇，Buster Animal時則是一隻青蛙。
武裝是背上的三枚蝌蚪型導彈「Ladle Missile／」和從口中伸出的彈簧拳。
FS是代表「青蛙(Frog)」和「潛水艇(Submarine)」。

### Go Buster Kero OH
- 參與合體的 Buster Machine : CB-01 Cheetah + GT-02 Gorilla + FS-0O Frog

| 機體高度 | 機體寬度 | 機體厚度 | 機體重量 | 機體航速 | 機組力量輸出 | 演出     |
| -------- | -------- | -------- | -------- | -------- | ------------ | -------- |
| 52m      | 28.8m    | 26m      | 3700t    | ?km/h    | ?萬hp/t      | 日下秀昭 |

於本作中出場的巨大Megazord，於本篇Mission 44中再度登場。
以Go Buster OH為基本，由FS-0O Frog作為雙臂、背部推進器和頭盔，同時胸部的Gorilla頭部亦被Frog的頭部取代。
擅長水中和水上戰，亦能透過被Stag Beetle牽引以在水面進行滑水式移動。
武裝分別是渦輪雙臂的「Ene-Tan Screw／」和左臂上的「Ladle Missile／」，發出的導彈則幻化成Frog的樣子。

## 製作人員
- 原作 - 八手三郎
- 配給 - tv asahi、東映、東映ADVERTISING
- 製作 - 劇場版「FOURZE・Go Busters」製作委員会

## 演員
- 櫻田 弘 / Red Buster（聲）：鈴木勝大
- 岩崎龍次 / Blue Buster（聲）：馬場良馬
- 宇佐見陽子 / Yellow Buster（聲）：小宮有紗
- 陣雅人 / Beet Buster（聲）：松本寬也
- 黒木猛：榊英雄
- 仲村美穗：西平風香
- 森下徹：高橋直人
- Enter：陳内將

### 配音出演
- 豹田・Nick：藤原啓治
- 猩崎・Banana：玄田哲章
- 兔田・Lettuce：鈴木達央
- Beet・J・Stag / Stag Buster：中村悠一
- Ene-Tan：辻希美
- Lloyd Steam：楠大典

### 動作替身演員
- Red Buster：押川善文
- Blue Buster：竹内康博
- Yellow Buster：蜂須賀祐一
- Beet Buster：清家利一
- Beet・J・Stag / Stag Buster：佐藤太輔
- 豹田・Nick：浅井宏輔
- 猩崎・Banana：岡元次郎
- 兔田・Lettuce：村岡弘之

## 主題曲
「キズナ〜ゴーバスターズ!（2012 summer MOVIE UNIT）」
作詞：藤林聖子 / 作曲・編曲：大石憲一郎（Project.R） / 歌：CV：鈴木勝大&藤原啓治、馬場良馬&玄田哲章、小宮有紗&鈴木達央
挿入歌「バスターズ レディゴー!」
作詞：藤林聖子 / 作曲・編曲：大石憲一郎（Project.R） / 歌：高橋秀幸

## 外部連結
- 朝日官網